# تنيسنت غيمز
تنيسنت غيمز (بالصينية: 腾讯游戏) هي قسم نشر ألعاب الفيديو في شركة تينسنت، تأسست في عام 2003، هدفها التركيز على الألعاب عبر الإنترنت، وفي عام 2021، أطلقت علامتها التجارية الدولية Level Infinite.